# L'apparenza inganna
L'apparenza inganna (Le placard) è un film del 2001 diretto da Francis Veber.
La pellicola, di produzione francese, ha per protagonisti Daniel Auteuil, Gérard Depardieu e Thierry Lhermitte.

## Trama
François Pignon si trova in un profondo stato di crisi: la moglie lo ha lasciato, il figlio adolescente lo ignora e la ditta nella quale lavora è intenzionata a licenziarlo.
In preda alla disperazione tenta il suicidio, ma un vicino di casa lo salva e propone la soluzione a tutti i suoi problemi: fingersi omosessuale. Oltre allo stupore generale causato dalla notizia, il presidente dell'azienda dove opera François si vede costretto a non poterlo licenziare, poiché essendo un produttore di profilattici rischia di farsi una pessima pubblicità, nel mondo LGBT.

## Produzione
Il personaggio François Pignon nasce nella pièce teatrale L'emmerdeur (Il rompiballe in italiano) scritta da Francis Veber nel 1973 e successivamente portata sul grande schermo da Édouard Molinaro. François Pignon comparirà poi in diverse pellicole di Veber e in alcuni remake americani: 
- Les compères (1983), Noi siamo tuo padre di Veber e nel remake americano, Due padri di troppo (1997), di Ivan Reitman;
- Les fugitifs (1986), Due fuggitivi e mezzo (Veber) e nel remake americano, In fuga per tre (1989), dello stesso Veber;
- Le dîner de cons (1998), La cena dei cretini (Veber);
- Le placard (2001), L'apparenza inganna (Veber);
- La doublure (2006), Una top model nel mio letto (Veber).

Nel 2008 è uscito in Francia un remake de L'emmerdeur con alla regia lo stesso Veber.